# Orimarga formosicola
Orimarga formosicola är en tvåvingeart som beskrevs av Alexander 1924. Orimarga formosicola ingår i släktet Orimarga och familjen småharkrankar.
Artens utbredningsområde är Taiwan. Inga underarter finns listade i Catalogue of Life.